# Vitamine
Pour les articles homonymes, voir Vitamine (homonymie).
 (janvier 2020).
Si vous disposez d'ouvrages ou d'articles de référence ou si vous connaissez des sites web de qualité traitant du thème abordé ici, merci de compléter l'article en donnant les références utiles à sa vérifiabilité et en les liant à la section « Notes et références ».
Une vitamine est une substance organique, nécessaire en quantité mineure (moins de 100 mg/jour - voir tableau ci-dessous) au métabolisme d'un organisme vivant, qui ne peut être synthétisée en quantité suffisante par cet organisme. Chaque organisme a des besoins spécifiques : une molécule peut être une vitamine pour une espèce et ne pas l'être pour une autre. C'est par exemple le cas de la vitamine C, synthétisée par la plupart des mammifères mais pas par les primates.
Molécules organiques, les vitamines B et C sont majoritairement des précurseurs de coenzymes, molécules qui participent au site actif d'une enzyme, activent des substrats ou sont des substrats particuliers. Elles doivent être apportées régulièrement et en quantité suffisante par l'alimentation. Chez l'être humain, deux vitamines sont synthétisées par des bactéries intestinales : les vitamines K et B8. La vitamine D est un dérivé de stéroïde qui peut être synthétisé par la peau exposée au Soleil chez l'homme, et qui possède un rôle hormonal.
Un apport insuffisant ou une absence de vitamine provoquent respectivement une hypovitaminose ou une avitaminose qui sont la cause de diverses maladies (scorbut, béribéri, rachitisme, etc.). Un apport excessif de vitamines liposolubles (A et D essentiellement) provoque une hypervitaminose, très toxique pour l'organisme, car l'excès de vitamines liposolubles ne peut être éliminé rapidement par les reins et est stocké dans le foie.
Ces vitamines ont été découvertes par le biochimiste polonais Kazimierz Funk qui, le premier, isola la vitamine B1 dans l'enveloppe de riz en 1912. Le terme « vitamine » vient du latin « vita » qui signifie vie et du suffixe amine qui est le nom d'un radical en chimie (toutes les vitamines ne possèdent pas pour autant le radical amine).

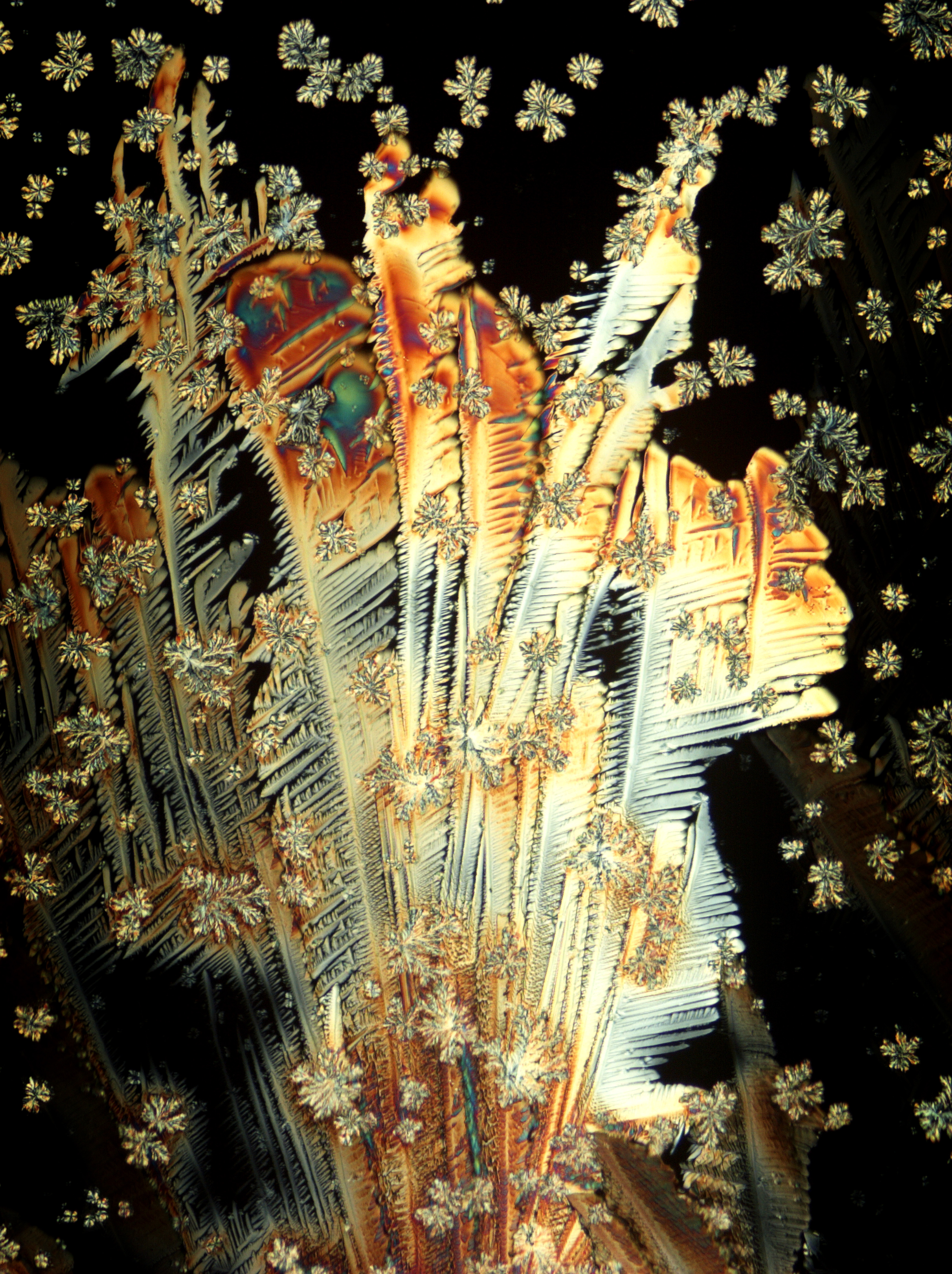
Cristaux de vitamine C.

## Histoire des vitamines
La nécessité de manger certains aliments pour conserver une bonne santé a été reconnue bien avant l'identification des vitamines. Les anciens Égyptiens savaient que consommer du foie aide une personne à lutter contre l'héméralopie, maladie causée par la carence en vitamine A. À la Renaissance, le développement des longs voyages sur les océans a entraîné des périodes prolongées sans fruits ni légumes frais, donc parmi les équipages des maladies dues aux carences en vitamines courantes, notamment le scorbut.
En 1747, le chirurgien écossais James Lind a découvert que les agrumes aidaient à prévenir le scorbut, une maladie particulièrement mortelle qui se caractérise par un arrêt de la synthèse du collagène, provoquant une mauvaise cicatrisation des plaies, des saignements des gencives, une douleur intense et la mort.
En 1753, Lind publie son Traité sur le scorbut, qui recommande d'utiliser des citrons et des limes (citron vert) pour éviter le scorbut, ce qui est adopté par la marine royale britannique (d'où le surnom limey pour les marins britanniques). Cependant, la découverte de Lind n'a pas toujours été acceptée par les explorateurs des expéditions arctiques de la Royal Navy au XIXe siècle : on croyait généralement que le scorbut pouvait être évité en pratiquant une bonne hygiène, en faisant régulièrement de l'exercice et en maintenant le moral de l'équipage à bord, plutôt que par un régime de produits frais. En conséquence, les expéditions dans l'Arctique ont continué de souffrir du scorbut et d'autres maladies de carence. Encore au début du XXe siècle, lorsque Robert Falcon Scott a effectué ses deux expéditions en Antarctique, la théorie médicale dominante était que le scorbut était causé par des aliments en conserve contaminés.
À la fin du XVIIIe siècle et au début du XIXe siècle, des études de privation alimentaire ont permis aux scientifiques d'isoler et d'identifier un certain nombre de vitamines. Les lipides de l'huile de poisson ont été utilisés pour guérir le rachitisme chez le rat, et le nutriment liposoluble a été appelé « antirachitique A ». Ainsi, la première bioactivité « vitaminique » isolée, qui a permis de guérir le rachitisme, a été initialement appelée « vitamine A ». Cette vitamine a depuis été renommée, devenant aujourd'hui la vitamine D.
En 1881, le médecin russe Nikolaï I. Lunin a étudié les effets du scorbut à l'Université de Tartu. Il a nourri des souris avec un mélange artificiel de tous les constituants séparés du lait connus à l'époque, à savoir les protéines, les graisses, les glucides et les sels. Les souris qui n'ont reçu que les constituants individuels sont mortes, tandis que les souris nourries au lait lui-même se sont développées normalement. Il a conclu qu'« un aliment naturel tel que le lait doit donc contenir, outre ces ingrédients principaux connus, de petites quantités de substances inconnues essentielles à la vie ». Cependant, ses conclusions ont été rejetées par Gustav von Bunge. Un résultat similaire de Cornelius Pekelharing est apparu dans une revue médicale néerlandaise en 1905, mais il n'a pas été largement diffusé.
En Asie de l'Est, où le riz blanc raffiné était l'aliment de base de la classe moyenne, le béribéri résultant d'un manque de vitamine B1 était endémique. En 1884, Takaki Kanehiro, médecin britannique de la marine impériale japonaise, a observé que le béribéri était endémique parmi les équipages subalternes qui ne mangeaient souvent que du riz, mais pas parmi les officiers qui avaient un régime à l'occidentale. Avec le soutien de la marine japonaise, il a expérimenté en utilisant des équipages de deux cuirassés ; un équipage n'a reçu que du riz blanc, tandis que l'autre a été nourri avec de la viande, du poisson, de l'orge, du riz et des haricots. Le groupe qui n'a mangé que du riz blanc a rapporté 161 membres d'équipage atteints de béribéri et 25 décès, tandis que l'autre groupe n'avait que 14 cas de béribéri et aucun décès. Cela a convaincu Takaki et la marine japonaise que le régime alimentaire était la cause du béribéri, mais ils pensaient à tort que des quantités suffisantes de protéines permettraient d'empêcher la maladie. Le fait que des maladies puissent résulter de certaines carences alimentaires a été étudié plus en détail par Christiaan Eijkman, qui a découvert en 1897 que nourrir les poulets avec du riz non raffiné au lieu de la variété raffinée aidait à prévenir une sorte de polynévrite équivalente au béribéri. L'année suivante, Frederick Hopkins a postulé que certains aliments contenaient des « facteurs complémentaires » - en plus des protéines, des glucides, des graisses, etc. - qui sont nécessaires aux fonctions du corps humain. Hopkins et Eijkman ont reçu le prix Nobel de physiologie ou médecine en 1929 pour leurs découvertes.

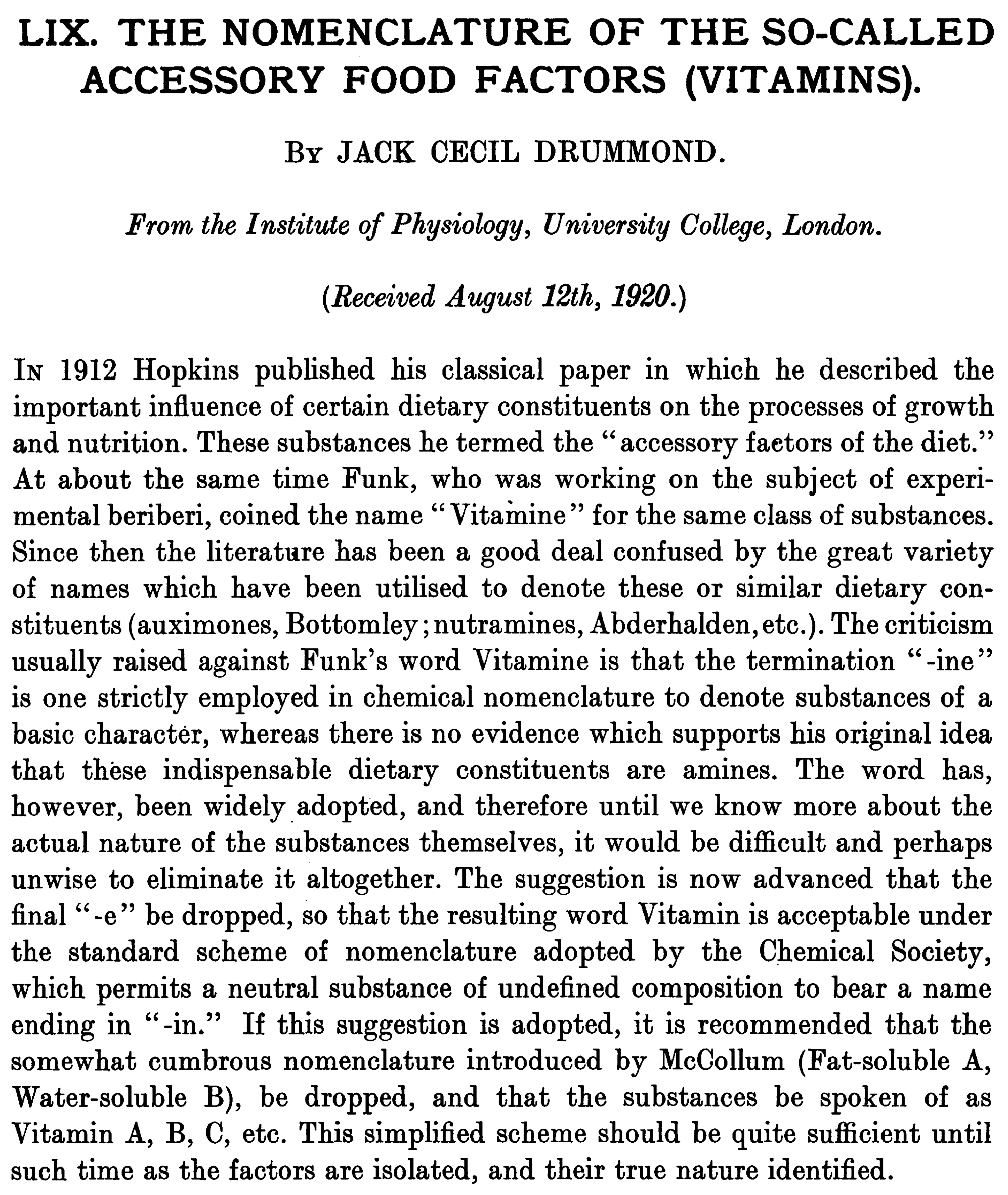
L'article d'un seul paragraphe de Jack Drummond en 1920 qui fournissait la structure et la nomenclature utilisées aujourd'hui pour les vitamines.

En 1910, le premier complexe vitaminique a été isolé par le scientifique japonais Umetaro Suzuki, qui a réussi à extraire un complexe hydrosoluble de micronutriments du son de riz et l'a appelé acide abérique (plus tard Orizanin). Il a publié cette découverte dans une revue scientifique japonaise. Lorsque l'article a été traduit en allemand, la traduction n'a pas indiqué qu'il s'agissait d'un nutriment nouvellement découvert, une allégation formulée dans l'article japonais d'origine, et sa découverte n'a donc pas obtenu de publicité. En 1912, le biochimiste d'origine polonaise Casimir Funk, travaillant à Londres, a isolé le même complexe de micronutriments et a proposé que le complexe soit nommé « vitamine ». Elle devait plus tard être connue sous le nom de vitamine B3 (niacine), bien qu'il l'ait décrite comme « facteur anti-beriberi » (qui serait aujourd'hui appelé thiamine ou vitamine B1). Funk a proposé l'hypothèse que d'autres maladies, telles que le rachitisme, la pellagre, la maladie cœliaque et le scorbut pourraient également être guéries par des vitamines. Max Nierenstein, son ami et lecteur de biochimie à l'Université de Bristol aurait suggéré le nom de « vitamine » (de « amine vitale »),. Le nom est rapidement devenu synonyme des « facteurs complémentaires » de Hopkins et, au moment où il a été démontré que toutes les vitamines ne sont pas des amines, le mot était déjà omniprésent et n'a plus été changé.
En 1920, Jack Cecil Drummond a proposé que le « e » final soit supprimé pour mettre l'accent sur la référence aux « amines », après que les chercheurs ont commencé à soupçonner que certaines « vitamines » (en particulier, la vitamine A) n'ont pas de composant aminé. En 1930, Paul Karrer a élucidé la structure correcte du bêta-carotène, le principal précurseur de la vitamine A, et a identifié d'autres caroténoïdes. Karrer et Norman Haworth ont confirmé la découverte d'Albert Szent-Györgyi de l'acide ascorbique et ont apporté des contributions importantes à la chimie des flavines, ce qui a conduit à l'identification de la lactoflavine. Pour leurs recherches sur les caroténoïdes, les flavines et les vitamines A et B2, ils ont tous deux reçu le prix Nobel de chimie en 1937.
En 1931, Albert Szent-Györgyi et un collègue chercheur Joseph Svirbely soupçonnaient que l'« acide hexuronique » était en fait de la vitamine C, et a donné un échantillon à Charles Glen King, qui a prouvé son activité anti-scorbutique dans son essai scorbutique de longue date sur le cobaye. En 1937, Szent-Györgyi a reçu le prix Nobel de physiologie ou médecine pour sa découverte. En 1943, Edward Adelbert Doisy et Henrik Dam ont reçu le prix Nobel de physiologie ou médecine pour leur découverte de la vitamine K et de sa structure chimique. En 1967, George Wald a reçu le prix Nobel (avec Ragnar Granit et Haldan Keffer Hartline) pour sa découverte que la vitamine A pourrait participer directement à un processus physiologique. En 1938, Richard Kuhn a reçu le prix Nobel de chimie pour ses travaux sur les caroténoïdes et les vitamines, en particulier B2 et B6.
1950-1960 : le docteur Garnett Cheney dans les années 1950 puis le docteur Dubarry et des tests cliniques dans les années 1960 en France démontrent l'efficacité rapide de la consommation de choux sur certains ulcères. On identifie la vitamine U pour anti-ulcère.
Dès 2012, l'académie de médecine française conseille la prise de vitamine D en cas de carence puis de nouveau en mai 2020 durant la crise covid . La vitamine D, prescrite par un médecin, est remboursée par la sécurité sociale française. 80 % de la population française serait en carence de vitamine D dont 5 % en carence sévère. La première source de vitamine D est le Soleil.

## Classification et action des vitamines
Généralement, on sépare les vitamines en deux groupes : les vitamines hydrosolubles (solubles dans l'eau) et les vitamines liposolubles (solubles dans les graisses).
Les vitamines liposolubles sont absorbées avec les graisses et, comme celles-ci, sont stockables dans l'organisme (dans les graisses), il est donc difficile de s'en débarrasser. À l'inverse, les vitamines hydrosolubles (à l'exception de la vitamine B12) ne sont pas stockables et les apports excédentaires sont éliminés par la voie urinaire.
Les vitamines ont deux types de rôles une fois transformées dans l'organisme :
- un rôle coenzymatique pour la plupart (coenzymes substrats, coenzymes de transfert de groupement, coenzymes activateurs de substrats) ;
- un rôle hormonal (pour la vitamine D et probablement A pour une part).

On peut définir l'action globale des vitamines selon leur intérêt comme le rôle dans l'hématopoièse (acide folique), la perméabilité cellulaire (acide ascorbique)…

### Vitamines hydrosolubles
| Vitamine            | Nom                     | Rôle | Conséquence de la carence                                                                 |
| ------------------- | ----------------------- | --- | ----------------------------------------------------------------------------------------- |
| Vitamine B1         | Thiamine, ou aneurine   | - métabolisme énergétique (notamment dans le complexe Pyruvate déshydrogénase) | - polynévrites - œdèmes - myocardites - béribéri                                          |
| Vitamine B2         | Riboflavine             | - métabolisme énergétique (en particulier dans la chaine respiratoire) - participe à la formation des flavines (FAD/FMN)                                                           | - lésions des lèvres et des muqueuses buccales, - lésions de la langue - lésions des yeux |
| Vitamine B3 (ou PP) | Nicotinamide ou niacine | - métabolisme énergétique (participe à la formation du NAD+/NADH) - anti-pellagreuse                                                                                               | - maladie du cuir chevelu - pellagre                                                      |
| Vitamine B5         | Acide pantothénique     | - métabolisme énergétique (un des constituants du Coenzyme A) - synthèse de certaines hormones                                                                                     | - lésions cutanées - arrêt de la croissance                                               |
| Vitamine B6         | Pyridoxine              | - métabolisme des acides aminés (décarboxylases, aminotransférases) - synthèse de la vitamine B3                                                                                   | - Lésions cutanées - troubles neurologiques (convulsions) - polynévrites                  |
| Vitamine B8 (ou H)  | Biotine                 | - métabolisme des acides gras, glucides et acides aminés (coenzyme de carboxylation) - synthèse des vitamines B9 et B12                                                            | - troubles digestifs - ataxie - signes cutanés                                            |
| Vitamine B9 (ou M)  | Acide folique           | - synthèse des purines, pyrimidines et acides aminés (coenzyme participant au métabolisme des "unités monocarbonées") notamment la méthylation de l'ADN, de l'ARN et des protéines | - troubles digestifs - troubles neurologiques - asthénie                                  |
| Vitamine B12        | Cobalamine              | - métabolisme des acides nucléiques (coenzyme de transfert des radicaux méthyls) notamment dans la synthèse de la méthionine - anti-anémique (rôle important dans l’hématopoïèse)  | - anémie de Biermer - glossite - douleurs neurologiques                                   |
| Vitamine C          | Acide ascorbique        | - synthèse du collagène - génération des globules rouges (hématies) - anti-scorbutique - stimulation des défenses naturelles et immunitaires - Antioxydant (réducteur)             | - scorbut - poly-infections et septicémies - Maladies cardio-vasculaires et hypertension  |
| Vitamine U          | S-Méthylméthionine      | - cation, intermédiaire biochimique dans de nombreuses voies métaboliques | - ulcères (1950 Cheney) - Reflux gastriques - kystes aux seins                            |

### Vitamines liposolubles
| Vitamine    | Nom                       | Rôle | Conséquence de la carence                                                  |
| ----------- | ------------------------- | --- | -------------------------------------------------------------------------- |
| Vitamine A  | Rétinol                   | - favorise la croissance - améliore la vision (antixérophtalmique) - coenzyme substrat de la rhodopsine captant la lumière                                          | - manque de croissance - altération des épithéliums - cécité crépusculaire |
| Vitamine D  | Calcitriol (forme active) | - antirachitisme - favorise l'absorption du calcium et du phosphore (prohormone transformée dans le foie en hormone intervenant sur le métabolisme phosphocalcique) | - rachitisme - ostéomalacie - hypoparathyroïdie                            |
| Vitamine E  | Tocophérols Tocotriénols  | - antioxydant - antistérilité | - stérilité - anémie hémolytique du nouveau-né                             |
| Vitamine K1 | Phylloquinone             | - antihémorragique (coagulation sanguine) - fixation du calcium par les os                                                                                          | - hémorragie par avitaminose K                                             |
| Vitamine K2 | Ménaquinone               | - antihémorragique (coagulation sanguine) - fixation du calcium par les os                                                                                          | - hémorragie par avitaminose K                                             |

### Ex-vitamines
Les acides gras oméga-3 ont initialement été considérés comme des vitamines (F) mais ne sont plus classés dans cette catégorie aujourd'hui en médecine car la quantité d'apports journaliers nécessaire — entre deux et trois grammes par jour en moyenne pour l'adulte — les rend plutôt éligibles comme éléments ordinaires de l'alimentation. Le terme de vitamine F reste utilisé sur l'Internet en 2015 à des fins commerciales. Les oméga-3 ayant dépassé leur date de péremption ou mal conservés se dégradent en éléments présumés carcinogènes[réf. nécessaire].

## Besoins en vitamines chez l'humain
Ils sont difficiles à établir car ils varient avec l'âge, la taille, le sexe, l'activité musculaire, la production par le microbiote intestinal. Ils augmentent pendant la croissance, pendant les maladies et les états fébriles, et en ce qui concerne les femmes, pendant la grossesse et l'allaitement.
| Vitamine         | Nom ou rôle                                     | AJR    |
| ---------------- | ----------------------------------------------- | ------ |
| Vitamine C       | acide ascorbique                                | 80 mg  |
| Vitamine B3 (PP) | nicotinamide                                    | 18 mg  |
| Vitamine B5      | acide pantothénique                             | 6 mg   |
| Vitamine B6      | pyridoxine                                      | 2 mg   |
| Vitamine B2      | riboflavine                                     | 1,6 mg |
| Vitamine B1      | thiamine                                        | 1,4 mg |
| Vitamine B9      | acide folique                                   | 200 µg |
| Vitamine B8 (H)  | biotine                                         | 150 µg |
| Vitamine B12     | cobalamine                                      | 1 µg   |
| Vitamine D       | calciférol (antirachitique)                     | 5 µg   |
| Vitamine E       | tocophérol (antioxydant)                        | 10 mg  |
| Vitamine A       | rétinol (antixérophtalmique)                    | 800 µg |
| Vitamine K       | phylloquinone et ménaquinone (antihémorragique) | 100 µg |

### Doses de sécurité
Les États ont publié des recommandations sur les doses quotidiennes à ne pas dépasser, afin d'assurer la sécurité des consommateurs.
| Vitamine                        | UE                           | Royaume-Uni      | États-Unis                     |
| ------------------------------- | ---------------------------- | ---------------- | ------------------------------ |
| Vitamine C                      | 1 000 mg                     | 1 000 mg         | 1 900 mg                       |
| Vitamine B1                     | Pas de limite                | 100 mg           | Pas de limite                  |
| Vitamine B2                     | Pas de limite                | 100 mg           | Pas de limite                  |
| Vitamine B3 (acide nicotinique) | 33 mg                        | 17 mg            | 35 mg                          |
| Vitamine B3 (nicotinamide)      | 33 mg                        | 500 mg           | 35 mg                          |
| Vitamine B5                     | Pas de limite                | 200 mg           | Pas de limite                  |
| Vitamine B6                     | 23 mg                        | 10 à 200 mg      | 98 mg                          |
| Vitamine B8 (H)                 | Pas de limite                | 9 800 µg         | Pas de limite                  |
| Vitamine B9                     | 600 µg                       | 1 000 µg         | 600 µg                         |
| Vitamine B12                    | Pas de limite                | 1 000 µg         | Pas de limite                  |
| Vitamine D                      | 25 µg (1 000 UI)             | 25 µg (1 000 UI) | 45 µg (1 800 UI)               |
| Vitamine E                      | 40 mg                        | 727 mg           | 1 000 mg                       |
| Vitamine A                      | 3 300 UI (990 µg - 1 980 µg) | Non établie      | 7 800 UI (2 340 µg - 4 680 µg) |

### Dépassements de dose (hypervitaminose)
Les surdosages interviennent également en raison de la consommation de compléments alimentaires et de pilules « anti-vieillissement » ou de bronzage. En effet, de nombreuses personnes consomment des vitamines sous forme de comprimés, en particulier pour leurs effets antioxydants et d'élimination des radicaux libres ; cependant, certaines vitamines ont également un effet pro-oxydant en générant des radicaux libres, comme la vitamine C prise à hautes doses,. Selon une étude du Journal of American Medical Association, la surconsommation de β-carotène et de vitamines A et E, qui ne sont pas éliminées par les urines, augmente la mortalité de respectivement 7 %, 16 % et 4 %. S'il existe des carences de vitamine dans les populations défavorisées des pays industrialisés, ce sont en revanche les personnes ne présentant pas de carence qui consomment des compléments alimentaires. Rappelons que l'Organisation mondiale de la santé recommande la consommation de 5 à 10 fruits et légumes frais par jour, et que cette consommation suffirait théoriquement à combler les besoins en vitamines sans risque de surdosage. Cependant, des légumes surgelés, stockés longtemps, cuits fortement et fortement modifiés par l'industrie n'apportent pas autant de vitamines qu'un aliment cru, possédant encore sa peau ou faiblement cuit. De plus, la teneur en nutriments des fruits et légumes a dramatiquement baissé entre 1950 et 2015 (voir plus bas).
La vitamine C est éliminée par les reins dès qu'elle dépasse un certain seuil, et une surdose était donc considérée comme inoffensive. On estime cependant aujourd'hui que cette élimination, si elle est prolongée sur plusieurs mois, peut entraîner des calculs rénaux chez certains sujets.
Une étude montrerait que l'excès de vitamine A augmente les risques de fracture de la hanche. Cet effet dangereux est plus net avec le rétinol (vitamine A proprement dite) qu'avec la β-carotène (provitamine A).
L’excès de vitamine B6 peut causer une neuropathie.
Les effets nocifs de la surdose de vitamine D sont connus depuis longtemps : accidents rénaux et cardiaques graves. Cependant, une surdose n'apparaît qu'à partir d'une prise journalière de quantité égale à plus de 100 fois l'apport journalier recommandé et ceci sur plusieurs mois. La surdose (rare) est définie pour une concentration supérieure à 374 nmol/l de sérum.

## Supplémentation en vitamines
Plus de 50 % des Américains prennent, d'une manière ou d'une autre, des suppléments vitaminiques et cette proportion tend à croître. Alors que certaines critiques affirment que ce sont les personnes en meilleure santé qui prennent le plus de suppléments et qu'il n'existe pas de preuves d'une efficacité de cette mesure quant à la prévention des maladies chroniques, l'étude de l'ensemble de la recherche indexée sur PubMed, Embase et Cochrane indique une grande variété de résultats selon les vitamines et minéraux choisis, les pathologies chroniques étudiées, les protocoles, etc.. Il n' y a cependant aucun bénéfice démontré chez le patient non dénutri en termes de mortalité globale ou de survenue de maladies cardio-vasculaires ou en prévention du déclin cognitif. Il pourrait exister une discrète diminution du risque de survenue d'un cancer mais uniquement chez les hommes.
La prise de suppléments de vitamines peut être plus efficace que l'éducation à la bonne alimentation pour le maintien de la santé, par exemple chez des patients atteints de la maladie d'Alzheimer, pour prévenir la perte de poids et augmenter les paramètres immunitaires, dans ce cas. En général, les populations âgées semblent bénéficier de différentes manières des suppléments de vitamines et minéraux, dans les études cliniques, bien que cette pratique soit encore relativement peu répandue (autour de 10 %) dans les faits.
L'analyse des carences en vitamines via une prise de sang peut être difficile. Elle est classique pour la vitamine D. Le soleil est la première source de vitamine D à privilégier hors avis médical.
Par défintition des vitamines, les carences doivent être éliminées. Les valeurs définies dans les ARJ sont conseillées. Les vitamines hydrosolubles C,B,U doivent être apportées, au corps, par l'alimentation, tous les jours tandis que les lyposolubles A,D,E,K sont stockées par le corps. Le surplus journalier de vitamines hydrosolubles est éliminé journalièrement. Cela sert donc peu de dépasser les doses recommandées par les ARJ.
Causes ou symptômes, des dizaines de maladies sont corrélées à des carences en vitamines. 

## Conservation des vitamines
Certaines des vitamines peuvent être détruites soit par la chaleur (cuisson), soit par l'air (action de l'oxygène lors de la découpe en petits morceaux) ou la lumière (rayons ultraviolets). Le séchage, la congélation, le réchauffage peuvent aussi entrainer des pertes de vitamine.
Par ailleurs, les vitamines hydrosolubles partent en grande partie dans l'eau de cuisson. Ainsi, une soupe ou un potage, pour lequel on garde l'eau, ou la cuisson à la vapeur, avec laquelle les aliments ne trempent pas dans l'eau, permettent de garder une plus grande quantité de vitamines.
| Vitamines                                                                                              | Congélation | Séchage | Cuisson     | Cuisson + égouttage |
| --- | ----------- | ------- | ----------- | ------------------- |
| Vitamine A, Rétinol, Alpha Carotène, Béta carotène, Béta Cryptoxanthine, Lycopène, Lutéine+Zeaxanthine | 5 %         | 50 %    | 25 % à 64 % | 35 %                |
| Vitamine C                                                                                             | 30 %        | 80 %    | 50 %        | 75 %                |
| Thiamine (B1)                                                                                          | 5 %         | 30 %    | 55 %        | 70 %                |
| Riboflavine (B2)                                                                                       | 0 %         | 10 %    | 25 %        | 45 %                |
| Niacine (B3)                                                                                           | 0 %         | 10 %    | 40 %        | 55 %                |
| Vitamine B6                                                                                            | 0 %         | 10 %    | 50 %        | 65 %                |
| Acide folique et Folates                                                                               | 5 %         | 50 %    | 70 %        | 75 %                |
| Vitamine B12                                                                                           | 0 %         | 0 %     | 45 %        | 50 %                |
| Vitamine D                                                                                             | -           | -       | -           | -                   |

## Conditions de production, sélection des semences et vitamines
Les conditions de production actuelles influeraient peut-être à la baisse sur les concentrations de micronutriments des aliments mais une méta-analyse canadienne publiée en 2017 explique que les méthodes de comparaison utilisées ne sont pas fiables et que les variations naturelles (terroir, météo) sont beaucoup plus importantes que les variations historiques de certains éléments. Cette étude est corroborée par une publication de l'académie d'agriculture française.

## Liste des vitamines et pseudo-vitamines ou vitamines déclassées
Historiquement, certaines substances ont été classées comme vitamines puis déclassées et/ou renommées.
Vitamines ou pseudo-vitamines 

A, 

B, 

B1 à B15, hydrosolubles 

dont la vitamine B1 (péricarpe du riz) Christiaan Eijkman maladie: béribéri Nobel 1929 , 

dont la vitamine B4 a pu désigner jadis l'adénine. 

dont la vitamine B7 pour le myo-inositol, principal diastéréoisomère de l'inositol. 

dont la vitamine B10, pour l'acide para-aminobenzoique et son sel de sodium (parfois appelées vitamines H2 et H3, ou Bx) ; 

dont la vitamine B11, pour la L-Carnitine, dite aussi vitamine BT. 

C, 

C1 à C3, (orange) maladie : scorbut ; choux brocoli, bruxelles ; hydrosoluble 

D, 

D1 à D3 (soleil), maladie : rachitisme 

E, 1922 

F omégas-3 et/ou 6, 

G (renommée B2), hydrosoluble 

H (Coenzyme R renommée B8), hydrosoluble 

J pour certains animaux non humains, 

K, 

K1 à K3 (Koagulation apparenté au Coenzyme Q10) choux brocoli, bruxelles 

M (renommée B9), hydrosoluble 

L Acide anthranilique précurseur de la tryptophane (lactation) L1,L2 

P (flavonoïdes : quercétine ; câpres, livèche), 

PP (renommée B3), hydrosoluble ; poulet ; saumon ; foie ; thon 

Q Coenzyme Q10, ubiquinone 1957 US/58 UK Nobel 1978 ; boeuf ; poissons gras ; poulet ; huiles de soja, colza 

U (anti-Ulcère: choux brocoli, vert ; asperges) Docteurs Garnett Cheney US années 50 Dubarry FR années 60 ; hydrosoluble 

liposolubles (A, D, E et K ; et pour les renommées Q ) 

hydrosolubles (B,C,U ; et pour les renommées G,H,M,PP) 